# Labyrinthodontia
Sous-classe
Ordres de rang inférieur
- † Ichthyostegalia (paraphylétique)
- † Temnospondyli

La sous-classe des Labyrinthodontia (du grec Labyrinthodontia « à dents en labyrinthe », en français Labyrinthodontes) est un taxon paraphylétique de la classe des amphibiens stégocéphales. Il regroupe les ordres des ichthyostegales dont le genre le plus connu est Ichthyostega, et des temnospondyles, qui sont parents des amphibiens actuels.

## Description
Ce taxon a été utilisé dans la classification évolutionniste de Romer en 1966, puis repris par Colbert en 1969, et Carroll en 1988. Les fossiles inclus dans les labyrinthodontes doivent posséder une double rangée de dents palatines, la surface de contact des dents dessinant une sorte de labyrinthe, quatre vertèbres dont une intercentrale, deux pleurocentrales et un arc neural. Ils ne disposent pas d’oreille externe et leur tête est relativement aplatie.
Les espèces regroupées sous ce taxon ont vécu pendant des centaines de millions d’années, depuis le Dévonien jusqu'au Trias et peut-être même plus tard. Elles furent, au Dévonien et au Carbonifère, les principaux vertébrés terrestres, et sont restées très largement représentés jusqu'au Trias sur toute la surface du globe, offrant une étonnante diversité de formes. Ils subirent cependant une forte régression durant le Permien à cause des conditions climatiques extrêmes causant notamment une sécheresse globale sur le continent de la Pangée, causant la disparition d'une bonne partie des marécages qui étaient leur habitat, avant de remonter la pente. Cependant, à partir du Trias, mais surtout à partir du milieu du Jurassique, ils furent de plus en plus concurrencés par les crocodiliens, habitant la même niche écologique, mais avec une meilleure résistance à la sécheresse et à la disette, et un mode de reproduction plus performant que les amphibiens géants. La dernière espèce connue de temnospondyle, le Koolasuchus, survécut jusqu'au Crétacé inférieur (Aptien), il y a 120 Ma, dans les forêts polaires du Gondwana, dans ce qui est aujourd'hui le sud de l'Australie et l'Antarctique, où les températures fraîches ne permettaient pas l'avancée des crocodiles.
Le paléontologue Sébastien Steyer du Muséum national d'histoire naturelle, a découvert au Sahara de nombreux fossiles de temnospondyles.

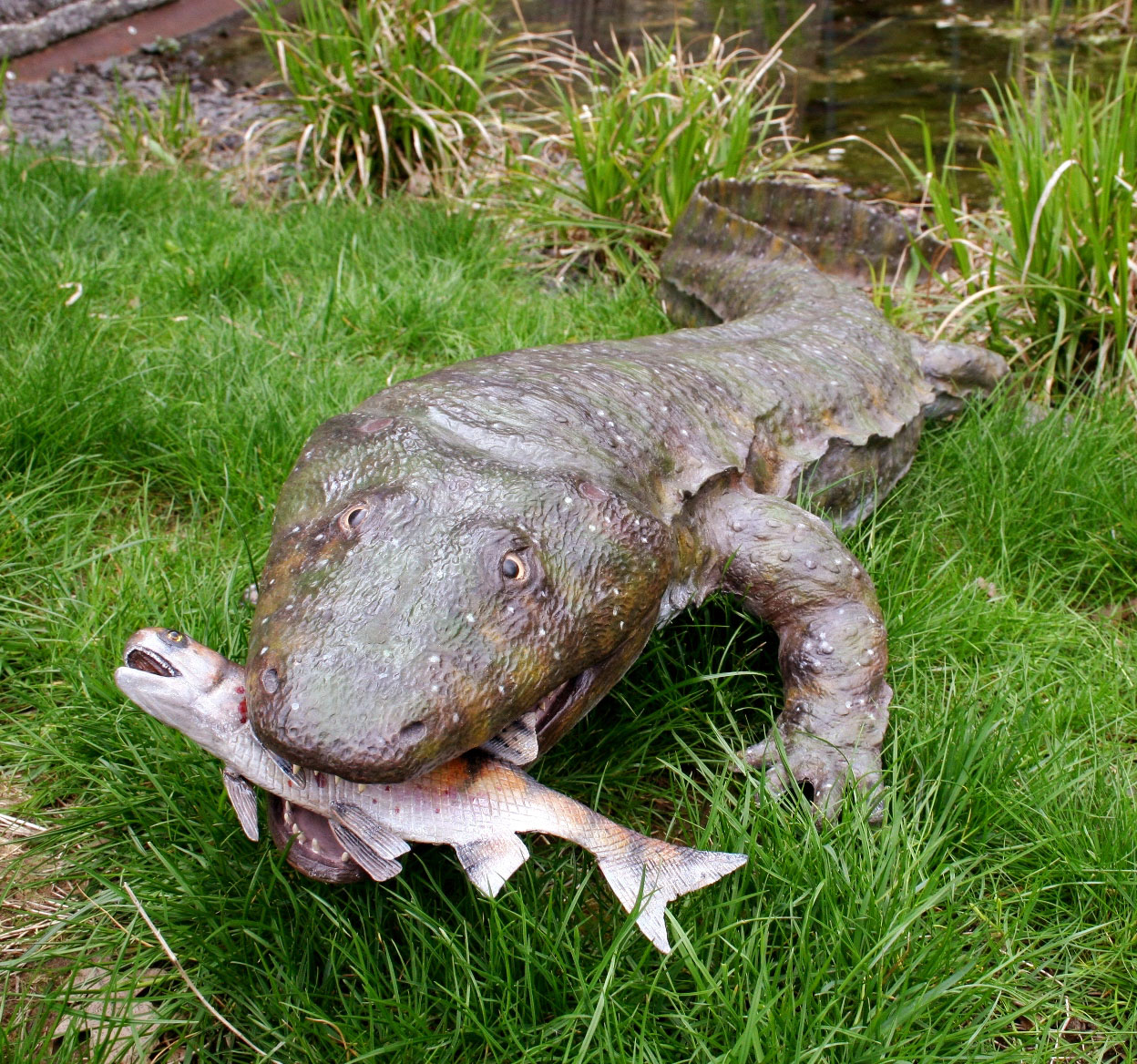
Reconstitution en volume : un sclérocéphale, labyrinthodonte du Carbonifère, ayant capturé un paramblyptère.